# 死锁 (游戏)
《死锁》是Valve开发的一款即将推出的动作游戏，结合了第三人称射击、英雄射击和MOBA类型元素。
《死锁》在2023年开始游戏测试，拥有测试权限的玩家可以使用Steam的游戏测试功能邀请朋友。截至2024年8月，该游戏的同时在线人数超过10万。